# Велике (Приморський район)
Велике (рос. Великое) — присілок в Приморському районі Архангельської області Російської Федерації.
Населення становить 107 осіб. Входить до складу муніципального утворення Заостровське поселення.

## Історія
Від 2004 року входить до складу муніципального утворення Заостровське поселення.

## Населення
| 2002 | 2010 | 2012 |
| ---- | ---- | ---- |
| 111  | ↘74  | ↗107 |